# Neoblattella titania
Neoblattella titania är en kackerlacksart som först beskrevs av Rehn, J. A. G. 1903.  Neoblattella titania ingår i släktet Neoblattella och familjen småkackerlackor. Inga underarter finns listade i Catalogue of Life.